# محمد جاسم الغتم
محمد بن جاسم الغتم (5 مايو 1951 في المحرق، البحرين) هو سياسي ومهندس وعسكري بحريني. كان رئيسا لجامعة البحرين ووزير التربية والتعليم في البحرين. كما شغل منصب رئيس مجلس إدارة شركة ألومنيوم البحرين.
الغتم حصل على العديد من الجوائز بما في ذلك وسام جوقة الشرف الفرنسي وجائزة ولي العهد البحريني للبحوث الهندسية.

## النشأة والمسيرة المهنية
ولد الغتم في المحرق عام 1951. تخرج من جامعة نوتنغهام ترينت. حصل على درجة الماجستير في تحليل الإجهاد وتدفق السوائل ونقل الحرارة من جامعة لوفبرا في المملكة المتحدة حيث حصل أيضا على درجة الدكتوراه في طاقة محاكاة الكمبيوتر. حصل على درجة الماجستير في العلوم العسكرية والعلوم في السياسة والاستراتيجيات من قيادة الجيش الأمريكي وكلية الأركان العامة في فورت ليفينوورث في عام 1991.
بدأ الغتم مسيرته المهنية من خلال العمل مع الشركات الصناعية وقوات الدفاع البحرينية حيث كان مديرا للإمداد اللوجستي.
أصبح رئيسا لجامعة البحرين في عام 1995 واستمر في هذا المنصب حتى عام 2001. شجع على إنشاء مركز الدراسات الأمريكية في الجامعة والذي افتتح في عام 1998. كان رئيسا للجنة الوطنية لليونسكو في البحرين. كان رئيس مجلس أمناء مركز البحرين للدراسات والبحوث. كما شغل منصب عضو مجلس إدارة مجلس التنمية الاقتصادية والرئيس المؤسس لمجلس إدارة هيئة تنظيم الاتصالات المكلف بتحرير سوق الاتصالات في البحرين. عزز التعاون البحثي بين الاتحاد الأوروبي ومجلس التعاون لدول الخليج العربية وعزز التعاون الثقافي مع الصين.
كجزء من إعادة تنظيم الحكومة البحرينية بهدف توطيد الإصلاحات السياسية تم تعيين الغتم وزيرا للتربية والتعليم في منتصف أبريل 2001. طور التعليم الوطني ليعكس التغيرات في البلاد.
كان الغتم رئيس مجلس إدارة شركة ألمنيوم البحرين (ألبا) واحدة من أكبر مصاهر الألمنيوم في العالم.
ألف الغتم عدة كتب ومقالات علمية عن استراتيجيات التنمية في البحرين والشرق الأوسط.

## الجوائز والتكريمات
من ضمن الجوائز التي حصل عليها الغتم سبعة أوسمة وميداليات عسكرية وجائزة ولي العهد للأبحاث الهندسية وجائزة تقدير الدولة للإنجازات الوطنية المتميزة. فرنسا جعلته فارس ثم قائد فصيل الشرف.
حصل على درجة فخرية في العلوم في جامعة لوفبرا في عام 2002 لخدماته للتعليم.
حصل الغتم على جائزة رئيس الوزراء لرواد المحرق. هو صاحب أمر الكفاءة العسكرية ووسام البحرين ووسام تحرير الكويت ووسام التحرير الكويتي لأمر الخدمة العسكرية وأمر الشيخ عيسى بن سلمان آل خليفة. كما حصل على جائزة الدولة للعمل الوطني المتميز.

## الحياة الشخصية
الغتم متزوج وله ستة أطفال.